# Chascomús
Chascomús er en by i den østlige del af Argentina. Byen har et indbyggertal på ca. 47.524 (2022) indbyggere. Den ligger i den østlige del af provinsen Buenos Aires, 123 km syd for Argentinas hovedstad Buenos Aires.